# جاكوب براكمان
جاكوب براكمان (بالإنجليزية: Jacob Brackman)‏ هو كاتب سيناريو وصحفي وكاتب أغاني وناقد سينمائي أمريكي، ولد في 22 سبتمبر 1943 في نيويورك في الولايات المتحدة.

## وصلات خارجية
- جاكوب براكمان على موقع IMDb (الإنجليزية)
- جاكوب براكمان على موقع ميتاكريتيك (الإنجليزية)
- جاكوب براكمان على موقع روتن توميتوز (الإنجليزية)
- جاكوب براكمان على موقع روتن توميتوز (الإنجليزية)
- جاكوب براكمان على موقع ألو سيني (الفرنسية)
- جاكوب براكمان على موقع ميوزك برينز (الإنجليزية)
- جاكوب براكمان على موقع أول موفي (الإنجليزية)
- جاكوب براكمان على موقع قاعدة بيانات برودواي على الإنترنت (الإنجليزية)
- جاكوب براكمان على موقع قاعدة بيانات الأفلام السويدية (السويدية)
- جاكوب براكمان على موقع ديسكوغز (الإنجليزية)